# Cegielinka
Cegielinka t. kanał Cegielinka (do 1945 niem. Zeg(g)elinstrom t. Zegelin) – prawę ramię boczne Regalicy na Międzyodrzu w Szczecinie na wysokości Zdrojów, pomiędzy 735,8 a 737,0 km; współczesne i oficjalne źródła podają długość 1550 m i powierzchnię 13,9 ha.
Jest najbardziej zmienionym odcinkiem Regalicy. Na wysokości wyspy Siedlińska Kępa przyjmuje prawobrzeżny dopływ – Chojnówkę.
W latach 1846–1945 istniała linia kolejowa łącząca Szczecin Dąbie ze Szczecinem Głównym przez stacje Sz. Lotnisko i Sz. Port Centralny. Linia przestała istnieć w 1945 z powodu zburzenia i nieodbudowania mostów przez Siedlińską Kępę nad Cegielinką i Martwą Wodą.
Leży w obwodzie rybackim „Odra nr 5" i jest popularnym miejscem wędkowania – występują leszcze i płoć morska, jesienią sandacz i inne drapieżniki. Czasami trafiają się większe (rekordowe) sumy czy tołpygi.